# FC Minerva Lintgen
Der FC Minerva Lintgen ist ein luxemburgischer Fußballverein aus Lintgen.

## Geschichte
Der Verein wurde 1910 gegründet. Während der deutschen Besetzung Luxemburgs im Zweiten Weltkrieg hieß der Verein FV Lintgen. 1944 erfolgte die Rückbenennung in FC Minerva.
Minerva Lintgen spielte noch nie in seiner Vereinsgeschichte in der Nationaldivision. Nach zwei Spielzeiten in der  Ehrenpromotion 1953/54 und 1955/56 schaffte Minerva erst wieder im Jahre 2003 den Aufstieg in die zweithöchste luxemburgische Spielklasse.
Nach zweimaligem Ab- und sofortigem Wiederaufstieg konnte sich der Verein von 2007 bis 2011 erneut in der Ehrenpromotion behaupten.
2014 gewann Lintgen als Zweiter der drittklassigen 1. Division das Barragespiel gegen den 12. der Ehrenpromotion, Alliance Aischdall Hobscheid-Eischen, mit 4:2 nach Elfmeterschießen und kehrte nach drei Jahren in die Zweitklassigkeit zurück. Der Verbleib in der Ehrenpromotion konnte in der darauffolgenden Saison nicht gesichert werden und somit stieg man 2015 als Tabellenletzter wieder in die 1. Division ab.
Im nationalen Pokalwettbewerb erreichte Minerva Lintgen 2003/04 (1:2 gegen Jeunesse Esch) und 2008/09 (0:2 gegen Etzella Ettelbrück) jeweils das Achtelfinale.

## Stadion
Der Klub trägt seine Heimspiele im 1.700 Zuschauer fassenden Stade Jean Donnersbach aus. Nebenan befindet sich ein weiterer Kunstrasenplatz mit einer Kapazität von 1.000 Plätzen, auf denen hauptsächlich die Reserve- und Jugendmannschaften ihre Spiele absolvieren.

## Ehemalige Spieler
- Nico Braun (1985–1986), ehemaliger luxemburgischer Nationalspieler